# Чарлз Уилямс
Чарлз Уолтър Стансби Уилямс (на английски: Charles Walter Stansby Williams, 20 септември 1886 – 15 май 1945) е писател и учен, автор на поезия, романи, драма, критика и биографии.

## Биография
Роден е в Лондон като единствен син на Ричард Уолтър Стансби Уилямс – чиновник от Айслингтън, и неговата жена Мари – дъщеря на Томас Уол, дърводелец от Лондон. Образованието си получава в училището „Св. Олбан“ и в университета в Лондон.
През 1908 г. Уилямс постъпва в Университетско издателство на Оксфорд, където работи като редактор до смъртта си.
През 1912 г. Уилямс публикува първата си книга със стихове, озаглавена „Сребърният стол“, и през следващите 33 години пише, преподава и води беседи с несекваща енергия. През този период, освен антологии, публикува и голям брой уводни статии, както и серия от рецензии, над 30 тома с художествена литература (поезия, пиеси), литературна критика, биография и теологически трудове.
Сред някои от неговите зрели творби са: критика в „Английският поетически ум“ (1932), „Довод и красота в поетическия ум“ (1933) и „Образът на Беатриче“ (1943); поезия и драма в „Талиесин през Логрес“ (1938), „Областта на летните звезди“ (1944) и „Томас Кранмер Кентърбърийски“ (1936); теология в „Той слезе от небето“ (1938) и „Спускането на гълъба“ (1939). Сред най-значимите му биографически творби са „Бейкън“ (1933), „Джеймс I“ (1934), „Рочестър“ (1935) и „Кралица Елизабет“ (1936), а сред романите му – „Война в Рая“ (1930), „Мястото на лъва“ (1931), „Много измерения“ (1931), „Спускане в Ада“ (1937) и „В навечерието на Вси светии“ (1945).
Той е сред най-видните инклинги и е близък приятел с Дж. Р. Р. Толкин, К.С. Луис и Оуен Барфийлд.
През 1917 г. Уилямс сключва брак с Флорънс, дъщеря на Джеймс Едуард Конуей, търговец на желязо от Св. Олбан. Двамата имат син.
Чарлс Уилямс умира в Оксфорд на 15 май 1945 г.

### Романи
- 1930: War in Heaven
- 1931: Many Dimensions
- 1931: The Place of the Lion
- 1932: The Greater Trumps
- 1933: Shadows of Ecstasy
- 1937: Descent into Hell
- 1945: All Hallows' Eve
- 1935: Et in Sempiternum Pereant

### Драматургия
- c. 1912: The Chapel of the Thorn[4] (edited by Sørina Higgins; Berkeley: Apocryphile Press, 2014)
- 1930: A Myth of Shakespeare (London: Oxford University Press)
- 1930: A Myth of Francis Bacon (Published in the Charles Williams Society Newsletter, 11, 12, and 14)
- 1929–31: Three Plays (London: Oxford University Press)
  - The Rite of the Passion (1929)
  - The Chaste Wanton (1930)
  - The Witch (1931)
- 1963: Collected Plays by Charles Williams (edited by John Heath-Stubbs; London: Oxford University Press)
  - Thomas Cranmer of Canterbury (1936). Canterbury Festival play, following T. S. Eliot's Murder in the Cathedral in the preceding (inaugural) year.
  - Seed of Adam (1937)
  - Judgement at Chelmsford (1939)
  - The Death of Good Fortune (1939)
  - The House by the Stable (1939)
  - Terror of Light (1940)
  - Grab and Grace (1941)
  - The Three Temptations (1942)
  - House of the Octopus (1945)
- 2000: The Masques of Amen House (edited by David Bratman. Mythopoeic Press). 
  - The Masque of the Manuscript (1927)
  - The Masque of Perusal (1929)
  - The Masque of the Termination of Copyright (1930)

### Поезия
- 1912: The Silver Stair (London: Herbert and Daniel)
- 1917: Poems of Conformity (London: Oxford University Press)
- 1920: Divorce (London: Oxford University Press)
- 1924: Windows of Night (London: Oxford University Press)
- 1930: Heroes and Kings (London: Sylvan Press)
- 1954: Taliessin through Logres (1938) and The Region of the Summer Stars (1944) (London: Oxford University Press)
- 1991: Charles Williams, ed. David Llewellyn Dodds (Woodbridge and Cambridge, UK: Boydell & Brewer: Arthurian Poets series). Part II, Uncollected and unpublished poems (pp. 149–281).

### Богословски трудове
- 1938: He Came Down from Heaven (London: Heinemann).
- 1939: The Descent of the Dove: A Short History of the Holy Spirit in the Church (London: Longmans, Green)
- 1941: Witchcraft (London: Faber & Faber)
- 1942: The Forgiveness of Sins (London: G. Bles)
- 1958: The Image of the City and Other Essays (edited by Anne Ridler; London: Oxford University Press). Parts II through V
- 1990: Outlines of Romantic Theology (Grand Rapids, Mich.: Eerdmans)

### Литературна критика
- 1930: Poetry at Present (Oxford: Clarendon Press).
- 1932: The English Poetic Mind (Oxford: Clarendon Press).
- 1933: Reason and Beauty in the Poetic Mind (Oxford: Clarendon Press)
- 1940: Introduction to Milton (based on a lecture at Oxford University), in The English Poems of John Milton (Oxford University Press)
- 1941: Religion and Love in Dante: The Theology of Romantic Love (Dacre Press, Westminster).
- 1943: The Figure of Beatrice (London: Faber & Faber)
- 1948: The Figure of Arthur (unfinished), in Arthurian Torso, ed. C. S. Lewis (London: Oxford University Press)
- 1958: The Image of the City and Other Essays (edited by Anne Ridler; London: Oxford University Press). Parts I and VI
- 2003: The Detective Fiction Reviews of Charles Williams (edited by Jared C. Lobdell; McFarland)
- 2017: The Celian Moment and Other Essays (edited by Stephen Barber; Oxford: The Greystones Press)

### Биографии
- 1933: Bacon (London: Arthur Barker)
- 1933: A Short Life of Shakespeare (Oxford: Clarendon Press). Abridgment of the 2-volume work by Sir Edmund Chambers
- 1934: James I (London: Arthur Barker)
- 1935: Rochester (London: Arthur Barker)
- 1936: Queen Elizabeth (London: Duckworth Books)
- 1937: Henry VII (London: Arthur Barker)
- 1937: Stories of Great Names (London: Oxford University Press). Alexander, Julius Caesar, Charlemagne, Joan of Arc, Shakespeare, Voltaire, John Wesley
- 1946: Flecker of Dean Close (London: Canterbury Press)